# 野村不動産ホールディングス
野村不動産ホールディングス株式会社（のむらふどうさんホールディングス、英: Nomura Real Estate Holdings, Inc.）は、野村不動産などを傘下に持つ持株会社。野村ホールディングスの持分法適用関連会社。

## 沿革
- 2004年（平成16年）
  - 6月 - 会社設立。
  - 10月 - 野村土地建物株式会社が、野村不動産ホールディングスに対し、野村不動産株式会社の株式全部による現物出資を行う。これにより、野村不動産を完全子会社化し、持株会社としての業務を開始。
  - 12月 - 子会社である野村不動産の会社分割により、野村ビルマネジメント（現・野村不動産パートナーズ）、野村不動産アーバンネットなどを直接子会社化。
- 2006年（平成18年）10月 - 東京証券取引所1部に上場。
- 2007年（平成19年）2月 - 野村不動産レジデンシャル投資法人が東証の不動産投資信託証券市場（REIT市場）に上場。
- 2009年（平成21年）6月 - 1,671円で新株を発行し、巨額増資（売上額の5倍）を行うが、株価は発行価格より低く推移する。
- 2011年（平成23年）10月 - 野村不動産投信が野村不動産インベストメント・マネジメントと野村不動産投資顧問を合併し、野村不動産投資顧問株式会社に商号変更。
- 2013年（平成25年）
  - 3月 - 野村ホールディングスが株式の約15%を売却。同社の連結子会社から外れ、持分法適用関連会社となる[4]。
  - 6月 - 野村不動産マスターファンド投資法人が東証の不動産投資信託証券市場に上場。
- 2015年（平成27年）9月 - 上場子会社であった株式会社メガロス（現・野村不動産ライフ&スポーツ）を完全子会社化[5]。
- 2022年（令和4年）8月 - 野村ホールディングスと共同出資で野村リアルアセット・インベストメント株式会社を設立[6]

## 関係会社
傘下の関係会社は87社（連結子会社41社、持分法適用非連結子会社及び関連会社46社）、その他の関係会社が1社（2023年3月末時点）。

### 連結子会社
- 野村不動産株式会社
- 野村不動産投資顧問株式会社 - 不動産投資運用全般（私募ファンド・上場REIT・国内外不動産投資・投資一任業務受託など）
  - 野村不動産マスターファンド投資法人（J-REIT）
  - 野村不動産プライベート投資法人（私募リート）
- 野村不動産ソリューションズ株式会社 - 不動産仲介販売（「野村の仲介+」）など
- 野村不動産パートナーズ株式会社 - ビルマネジメント事業、マンション管理事業など
- 野村不動産ライフ&スポーツ株式会社 - スポーツクラブ（メガロス）運営事業
- 野村不動産熱供給株式会社 - 横浜ビジネスパークにおける蒸気・冷水の供給など
- 野村不動産コマース株式会社 - 商業施設の調査・企画など
- 野村不動産ウェルネス株式会社 - シニア向け住宅・サービスの開発企画・運営
- 野村不動産ホテルズ株式会社 - ホテル事業
- 野村不動産アメニティサービス株式会社
- 株式会社プライムクロス - 野村不動産をメインに、ネット広告やマーケティングを行う
- 株式会社ファースト リビング アシスタンス
- Lothbury Investment Management Limited
- ZEN PLAZA CO.,LTD
- NOMURA REAL ESTATE ASIA PTE. LTD.
- NOMURA REAL ESTATE HONG KONG LIMITED
- NOMURA REAL ESTATE (THAILAND) CO.,LTD
- NOMURA REAL ESTATE VIETNAM CO.,LTD
- 野村不動産諮詢（北京）有限公司

### 持分法適用関連会社
- 野村リアルアセット・インベストメント株式会社 - 当社49%、野村ホールディングス51%出資

### その他の関係会社
- 野村ホールディングス株式会社